# Reducere Meerwein-Ponndorf-Verley
Reducerea Meerwein-Ponndorf-Verley (reducerea MPV) este o reacție organică de reducere selectivă a cetonelor și aldehidelor la alcoolii corespunzători, prin reacția cu un alcool secundar, utilizând pe post de catalizator un alcoxid de aluminiu.
Reacția Meerwein-Ponndorf-Verley este inversa reacției de oxidare Oppenauer.
Reacția a fost denumită după Hans Meerwein, Wolfgang Ponndorf și Albert Verley. Meerwein și Schmidt, și în mod independent Verley, au descoperit în anul 1925 faptul că un amestec de etoxid de aluminiu și etanol este capabil să reducă aldehidele la alcoolii corespunzători. Ponndorf a aplicat reacția la cetone, și a utilizat pe post de catalizator izopropoxidul de aluminiu în izopropanol.

## Mecanism de reacție
Compusul carbonilic (aldehidă sau cetonă) 2 reacționează cu izopropoxidul de aluminiu 1, formând o stare de tranziție ciclică 3. Aluminiul este un acid Lewis, ceea ce favorizează complexarea oxigenului carbonilic. Astfel, are loc transferul de ion hidrură necesar reducerii carbonilului (mecanism periciclic). Prin eliminarea acetonei 4 se obține ca intermediar un alcoolat de aluminiu 5. În urma reacției cu izopropanolul 6 se va reface catalizatorul 1 (izopropoxidul de aluminiu) și alcoolul 7, imediat după protonarea alcoolatului. Echilibrul acestei reacții poate fi deplasat spre formarea alcoolului dacă acetona 4 care se formează se elimină din mediul de reacție prin distilare continuă.
Ciclul catalitic al reacției de reducere Meerwein-Ponndorf-Verley, în care se observă modul în care catalizatorul 1 se reface după obținerea fiecărei molecule de alcool, poate fi schematizat astfel:

## References
1. ↑  Wilds, A. L. (1944). „Reduction with Aluminum Alkoxides (The Meerwein-Ponndorf-Verley Reduction)”. Org. React. 2 (5): 178–223. doi:10.1002/0471264180.or002.05.
2. ↑  Wilds, A. L. (1944). „Reduction with Aluminum Alkoxides (The Meerwein-Ponndorf-Verley Reduction)”. Org. React. 2 (5): 178–223. doi:10.1002/0471264180.or002.05.
3. ↑  Meerwein, Hans; Schmidt, Rudolf (1925). „Ein neues Verfahren zur Reduktion von Aldehyden und Ketonen”. Justus Liebigs Annalen der Chemie. 444 (1): 221–238. doi:10.1002/jlac.19254440112.
4. ↑  Verley, A. (1925). „Exchange of functional groups between two molecules. Exchange of alcohol and aldehyde groups”. Bull. Soc. Chim. Fr. 37: 537–542.
5. ↑  Wolfgang Ponndorf (1926). „Der reversible Austausch der Oxydationsstufen zwischen Aldehyden oder Ketonen einerseits und primären oder sekundären Alkoholen anderseits”. Angewandte Chemie. 39 (5): 138–143. doi:10.1002/ange.19260390504.
6. ↑  László Kürti, Barbara Czakó.: Strategic Applications of Named Reactions in Organic Synthesis: Background and Detailed Mechanisms, Elsevier Academic Press, 2005, ISBN 978-0-12-429785-2, S. 280–281.